# Feliks Kazimierz Potocki
Feliks (Szczęsny) Kazimierz Potocki herbu Pilawa (ur. 1630, zm. 15 maja 1702 roku) – marszałek sejmu elekcyjnego w Warszawie w 1669 roku, hetman wielki koronny i kasztelan krakowski od 1702 roku, hetman polny koronny od 1692 roku, wojewoda krakowski od 1683 roku, wojewoda kijowski od 1682 roku, wojewoda sieradzki od 1669 roku, podstoli wielki koronny od 1663 roku, starosta bełski w latach 1697-1702, starosta sokalski, starosta krasnostawski w latach 1659-1686, starosta robczycki w 1669 roku, starosta tłumacki, pułkownik i rotmistrz wojska powiatowego województwa bełskiego w 1667 roku.

## Życiorys
Syn Stanisława Rewery Potockiego, brat Andrzeja. Walczył pod rozkazami Stefana Czarnieckiego, Jerzego Lubomirskiego i Jana Sobieskiego uczestnicząc we wszystkich ważniejszych kampaniach począwszy od potopu szwedzkiego. Członek konfederacji tyszowieckiej 1655 roku.
Poseł sejmiku bełskiego na sejm 1661 roku, sejm 1662 roku, drugi sejm 1666 roku, sejm nadzwyczajny 1668 roku, sejm nadzwyczajny (abdykacyjny) 1668 roku, poseł sejmiku halickiego na sejm 1667 roku.
Dowodził pułkiem jazdy w wyprawie cudnowskiej (1660), w kampanii ukraińskiej 1664 roku w czasie wojny polsko-rosyjskiej. W 1667 roku wziął udział w bitwie pod Podhajcami, a w 1673 roku w bitwie pod Chocimiem. 
Poseł na sejm konwokacyjny 1668 roku z województwa bełskiego. Jako stronnik Francji marszałkował na sejmie elekcyjnym 1669 roku. Podpisał pacta conventa Michała Korybuta Wiśniowieckiego w 1669 roku. W tymże roku mianowany wojewodą sieradzkim. Za Michała Korybuta Wiśniowieckiego należał do stronnictwa habsburskiego i walczył z partią magnacko-francuską kierowaną przez Jana Sobieskiego i prymasa Mikołaja Prażmowskiego. Był członkiem konfederacji gołąbskiej w 1672 roku. Elektor Jana III Sobieskiego z województwa sieradzkiego w 1674 roku, podpisał jego pacta conventa. W 1682 roku mianowany wojewodą kijowskim. 
Uczestniczył w bojach za Jana III Sobieskiego z Turcją, walczył w bitwach pod Wiedniem i Parkanami, gdzie dowodził lewym skrzydłem. W 1692 roku został hetmanem polnym koronnym. Po zerwanym sejmie konwokacyjnym 1696 roku przystąpił 28 września 1696 roku do konfederacji generalnej. W 1697 roku był elektorem Augusta II Mocnego z województwa krakowskiego. 9 września 1698 roku odniósł ostatnie zwycięstwo polskie nad Tatarami w wojnie z Turcją pod Podhajcami (1698). Buławę wielką koronną i kasztelanię krakowską otrzymał tuż przed śmiercią w 1702 roku.